# Мьянманско-французские отношения

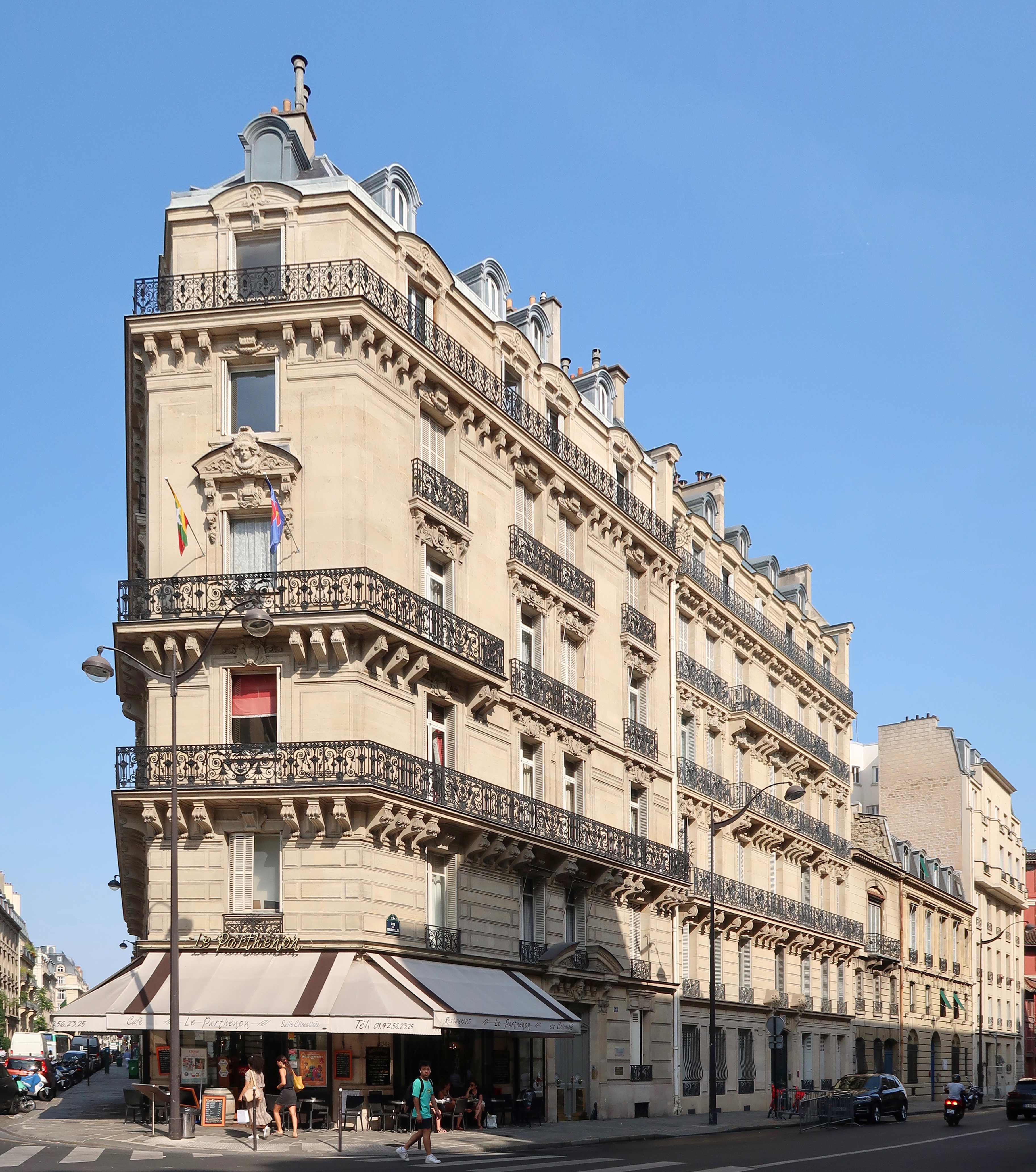
Посольство Мьянмы в Париже

Мьянманско-французские отношения — двусторонние дипломатические отношения Мьянмы и Франции.

## История
Отношения начались в начале 18 века, когда Французская Ост-Индская компания пыталась распространить свое влияние на Юго-Восточную Азию. Франция приняла участие в строительстве верфи в 1729 году в городе Сириам. Восстание 1740 года народа мон против руководства бирманцев, однако, вынудило французов уйти в 1742 году. Они смогли вернуться в Сиам в 1751 году, когда моны запросили французскую помощь против бирманцев. Французский посланник Сьер де Бруно был отправлен для оценки ситуации и помощи в защите от бирманцев. Французские военные корабли были посланы для поддержки монского восстания, но тщетно. В 1756 году бирманцы под командованием Алаунпхая победили монов. Многие французы были захвачены и включены в бирманскую армию в качестве элитного корпуса стрелков под командованием Шевалье Милара. В 1769 году официальные контакты возобновляются, когда между королем Схинбьюшином и Французской Ост-Индской компанией был подписан торговый договор.
Однако вскоре Франция оказалась втянутой во французскую революцию и наполеоновские войны, уступив место подавляющему британскому влиянию в Бирме. Французские контакты с Бирмой, по сути, британской колонией, стали бы почти несуществующими, в то время как со второй половины XIX века Франция сосредоточилась на создании французского Индокитая и конфликтах с Китаем, ведущих к франко-китайской войне.
После окончания Второй мировой войны дипломатические отношения на уровне послов между Францией и Бирмой были установлены в 1948 году, вскоре после того, как бирманская нация стала независимой республикой 4 января 1948 года.